# Russell Camilleri
Russell Anthony Camilleri (* 13. November 1936 in New York; † 5. November 2023 in Osage Beach, Missouri) war ein US-amerikanischer Ringer. Er war in den Jahren 1960 und 1964 Olympiateilnehmer für die Vereinigten Staaten.

## Werdegang
Russell Camilleri begann während seiner High-School-Zeit in New York mit dem Ringen. Danach besuchte er kein College, sondern trat in die Luftwaffe ein, wo er eine Offizierslaufbahn startete. Bei der Luftwaffe hatte er die Möglichkeit seinen Sport weiter auszuüben. Er rang, was in den Vereinigten Staaten eher unüblich war, in den beiden Stilarten griechisch-römischer und freier Stil. Nach seiner Militärzeit lebte er in Kalifornien und war Mitglied des San Francisco Olympia Club. Sein Sohn Russell Camilleri Junior war ebenfalls Ringer, gehörte aber nicht zur US-amerikanischen Spitzenklasse.
In die US-amerikanische Spitze stieß er im Jahre 1960 vor, als er AAU-Champion (US-amerikanischer Meister) im griech.-röm. Stil im Mittelgewicht wurde. Er setzte sich in dieser Gewichtsklasse und in diesem Stil auch bei der US-amerikanischen Olympiaausscheidung durch und vertrat sein Land bei den Olympischen Spielen in Rom. Er siegte dort gegen Charles Berthod aus der Schweiz und Helmut Längle aus Österreich und rang gegen Yacoub Romano aus dem Libanon unentschieden. Nach einer Niederlage in der vierten Runde gegen Lothar Metz aus Rostock, der die gesamtdeutschen Farben vertrat, schied er aber aus und kam auf den 8. Platz.
In den folgenden Jahren gewann Russell Camilleri bei den US-amerikanischen Meisterschaften insgesamt noch weitere neun Titel in beiden Stilarten in den Gewichtsklassen Welter- und Mittelgewicht. Sein Hauptkonkurrent war dabei in beiden Stilarten Wayne Baugham.
1964 war er in Tokio ein weiteres Mal bei Olympischen Spielen am Start. Er kam dort im griechisch-römischen Stil im Weltergewicht mit zwei Siegen auf den 7. Platz.
Russell Camilleri nahm außerdem an sieben Weltmeisterschaften teil. Die besten Ergebnisse, die er dabei erzielte, waren zwei sechste Plätze bei der Weltmeisterschaft 1961 in Yokohama und 1963 in Sofia, jeweils im freien Stil im Mittelgewicht. In Yokohama kämpfte er dabei gegen den späteren Weltmeister Mansour Mehdizadeh aus dem Iran unentschieden. Das gleiche Resultat gelang ihm in Sofia auch gegen den späteren Weltmeister Prodan Gardschew aus Bulgarien.

## Internationale Erfolge
| Jahr | Platz | Veranstaltung       | Stil | Gewichtsklasse | |
| 1960 | 8.    | OS in Rom           | GR   | Mittel         | mit Siegen über Charles Berthoud, Schweiz u. Helmut Längle, Österreich, einem Unentschieden gegen Yacoub Romano, Libanon u. einer Niederlage gegen Lothar Metz, Deutschland                |
| 1961 | 6.    | WM in Yokohama      | F    | Mittel         | mit einem Sieg über Tadao Ishikawa, Japan, einem Unentschieden gegen Mansour Mehdizadeh, Iran u. einer Niederlage gegen İsmail Ogan, Türkei                                                |
| 1961 | 10.   | WM in Yokohama      | GR   | Mittel         | nach Niederlagen gegen Géza Hollósi, Ungarn u. Lothar Metz, DDR |
| 1962 | 10.   | WM in Toledo (Ohio) | GR   | Mittel         | nach Niederlagen gegen Krali Bimbalow, Bulgarien und Anatoli Kirow, Sowjetunion |
| 1963 | 6.    | WM in Sofia         | F    | Mittel         | mit einem Sieg über Muhammad Faiz, Pakistan, Unentschieden gegen Prodan Gardschew, Bulgarien und Géza Hollósi u. einer Niederlage gegen Anatoli Albul, Sowjetunion                         |
| 1964 | 7.    | OS in Tokio         | GR   | Welter         | mit Siegen über Helmut Längle u. Albert Michiels, Belgien und Niederlagen gegen Bertil Nyström, Schweden und Bolesław Dubicki, Polen                                                       |
| 1965 | 7.    | WM in Manchester    | F    | Welter         | mit Siegen über Constandios Kozanidis, Griechenland und Kurt Elmgren, Schweden, einem Unentschieden gegen Miroslaw Zywczyk, Polen und einer Niederlage gegen Guliko Sagaradse, Sowjetunion |
| 1965 | 9.    | WM in Tampere       | GR   | Welter         | mit einem Sieg über Ibrahim Awariki, Libanon, einem Unentschieden gegen Jan Kärström, Schweden und einer Niederlage gegen Dimitrios Savas, Griechenland                                    |
| 1966 | 12.   | WM in Toledo (Ohio) | GR   | Welter         | nach Niederlagen gegen Mohammad Fayaz, Iran und Florea Ciorcilă, Rumänien |

Anm.: GR = griechisch-römischer Stil, F = freier Stil, Welter = Weltergewicht, bis 1961 bis 73 kg, ab 1962 bis 78 kg Körpergewicht, Mittel = Mittelgewicht, bis 1961 bis 79 kg, ab 1962 bis 87 kg Körpergewicht, OS = Olympische Spiele, WM = Weltmeisterschaft

## US-amerikanische Meisterschaften
Russell Camilleri wurde in den Jahren 1960, 1961, 1964, 1965 und 1966 US-amerikanischer Meister im griechisch-römischen Stil und in den Jahren 1961, 1963, 1964, 1965 und 1968 im freien Stil.